# Hierome de Bara
Hierome de Bara 16. századi francia heraldikus. A neve előfordul Jérôme de Bara, Hiérosme de Bara alakban is. A Bara család neve előfordul Barras, Baras, Barrasse, Baraz, Le Barras, Barace, Le Barace, Barèce stb. alakban. Provence-i eredetű család, ahol ősidők óta megtalálható.

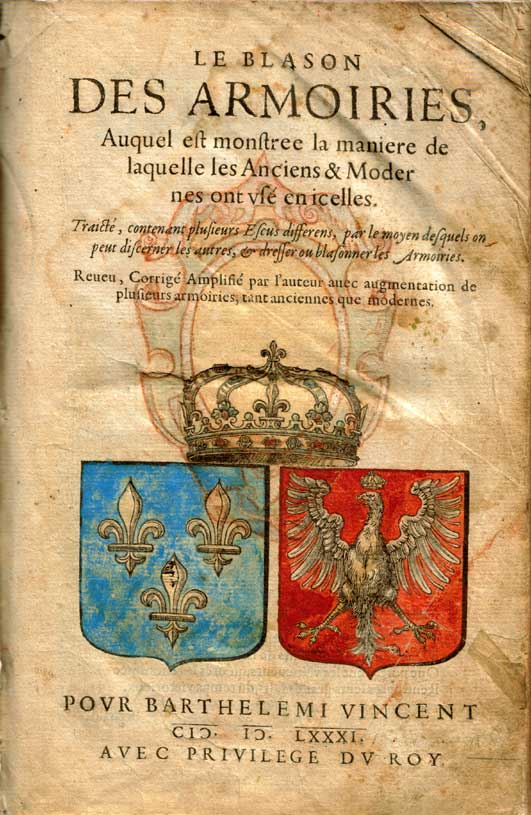
Le blason des armoiries (1579)

## Munkássága
Ő rá is hatással volt korának hermetikus szemléle, melyet heraldikai rendszerében, így például a színek jelölésében és értelmezésében is érvényesített. Műve forrásként szolgált többek között John Guillim, Henry Peacham és Marcus Vulson de la Colombière számára is.

## Műve kiadásai
A Francia Nemzeti Könyvtár katalógusából:
- Bara, Jérôme de: Le blason des armoiries [Texte imprimé] / [Jérôme de Bara] ; vers de F. Beroald, N. Pithou, Le Digne… [et al.] Lyon : par Claude Rauot, 1579

- Bara, Jérôme de:  Le Blason des armoiries [Texte imprimé] : auquel est monstree la maniere de laquelle les Anciens et Modernes ont usé en icelles… / [Hierome de Bara] Paris (7, rue du Faubourg Saint-Honoré, 75008) : J. de Bonnot, 1975

A British Library katalógusából:
- BARA, Hierome de.: Le Blason des armoiries, auquel est monstree la maniere de laquelle les anciens & modernes ont vsé en icelles … Reueu, corrigé, amplifié par l'auteur, etc. MS. notes.. pp. 247. Pour B. Vincent: [Lyons,] 1581

- BARA, Hierome de. Le Blason des armoiries, etc. (I. de Gabiano & S. Girard: Lyon, 1604.)

- BARA, Hierome de. [Le Blason des armoiries, etc.] [Another edition.] Reueu, corrigé, & augmenté en ceste derniere edition, par B. R. D. E. L. R.] (pp. 197. R. Boutonné: Paris, 1628.)